# Fastitocalón
«Fastitocalón» es un poema escrito por J. R. R. Tolkien que trata sobre una bestia del mismo nombre que habitaba los mares de la Tierra Media. Forma parte del libro Las aventuras de Tom Bombadil y otros poemas de El Libro Rojo, aunque es una revisión de otro anterior, titulado Adventures in Unnatural History and Medieval Metres, being the Freaks of Fisiologus y publicado en 1927.

## Historia
Fastitocalón es la última de las imponentes tortugas de mar y es el personaje central en este poema del mismo nombre. Esta composición es muy conocida entre los Hobbits y cuenta como, debido a su inmenso tamaño, los marineros creían que era una isla y desembarcaban sobre su lomo. Sin embargo, cuando encendían alguna hoguera la tortuga, alarmada, se sumergía rápidamente en las aguas provocando que quienes se encontraban sobre ella se ahogasen. Como Fastitocalón pasaba periodos muy largos de tiempo en la superficie crecían sobre ella árboles y diversa vegetación reforzando su falso aspecto de isla.
No se explica en ningún momento si esta tortuga era una raza existente o simplemente un personaje ficticio creado exclusivamente para el poema. Es posible que la historia fuese, de hecho, una alegoría de la caída de Númenor ya que, como Fastitocalón, Númenor se hundió bajo las olas provocando la muerte de la mayor parte de sus habitantes.[cita requerida]

## Origen literario
El término Fastitocalón se encuentra por vez primera en el poema en inglés antiguo «La ballena» («The Whale»), formando parte del Códice Exeter (Exeter Book). En éste, el nombre es, en apariencia, una variante de Aspidochelone («isla-ballena»), que daba nombre a una criatura marina mitológica. El poema es anónimo y es uno de los tres poemas de naturaleza alegórica en el manuscrito, siendo los otros dos «El fénix» («The Phoenix») y «La pantera» («The Panther»). Fastitocalón es el nombre que se le da al diablo en «La ballena».

## Otras apariciones en la cultura popular
- En la serie de manga MÄR, Dorothy lucha contra una marioneta llamada Pinocho que usa un ÄRM llamado Fastitocalón.
- En la ficticia Universidad Autónoma de Númenor, la mascota es Fastitocalón, siendo conocida popularmente como Fasti.
- En la popular franquicia Yu-Gi-Oh! existe un monstruo llamado "Isla tortuga" (Turtle Island). Aunque no recibe el nombre de Fastitocalón, su apariencia se asemeja a la del animal mencionado en el poema.
- En el videojuego japonés Final Fantasy VIII, podemos encontrarnos con un monstruo llamado Fastitocalon, aunque su forma física es similar a la de una piraña y no a la de una tortuga.